# Twann-Tüscherz
Twann-Tüscherz (en francés Douanne-Daucher) es una comuna suiza del cantón de Berna, situada en el distrito administrativo de Biel/Bienne. 
La comuna es el resultado de la fusión el 1 de enero de 2010 de las comunas de Tüscherz-Alfermée y Twann.

## Geografía
La localidad se encuentra en la región del Seeland bernés en el flanco sur de la cordillera del Jura, a orillas del lago de Biel/Bienne. Limita al norte con la comuna de Lamboing, al noreste con Evilard y Biel/Bienne, Nidau, Ipsach y Sutz-Lattrigen, al sureste con Mörigen, al sur con Täuffelen, Hagneck y Lüscherz, al suroeste con Vinelz, Erlach y La Neuveville, y al oeste con Ligerz y Prêles.
El territorio comunal incluye parte de la isla de San Pedro, lugar en el que vivió Jean-Jacques Rousseau.